# Vespa ducalis
Vespa ducalis je blanokřídlý hmyz z rodu sršeň. Poprvé ji popsal Frederick Smith v roce 1852.

## Popis
Tělo je dlouhé mezi 24 a 37 milimetry s charakteristickým černým koncem zadečku. Některé královny mohou měřit i okolo 40 mm a jsou tedy jen o něco menší než asijský sršní obr – sršeň mandarínská (Vespa mandarinia), která má tělo o délce 40 až 55 mm. Barevně připomíná sršeň Vespa soror, ale je poněkud menší a především štíhlejší.

## Výskyt
Žije v Asii, konkrétně v Číně, Hongkongu, Indii (severovýchodní část), Japonsku, Korejském poloostrově, Myanmaru, Nepálu, na Sibiři v Rusku, Tchaj‑wanu, Thajsku a Vietnamu (severní a centrální část).

## Chování
Vespa ducalis je potravní specialista. Larvy této sršně požírají kukly a larvy vos a vosíků z podčeledi Polistinae, a tak dospělí jedinci Vespa ducalis útočí na hnízda těchto vos a loví jejich larvy, zatímco ignorují dospělé. Opakovaně loupí v již napadených hnízdech. Vosíci se obvykle nezmůžou na jakoukoliv obranu a nechají sršně své hnízdo beztrestně plenit. Jedno hnízdo Vespa ducalis během svého cyklu potřebuje napadnout a vyloupit nejméně 120 až 150 hnízd vosíků. Jiný hmyz napadají tyto sršně jen zcela výjimečně. Dospělci se živí nektarem, mízou či ovocem. Vůči člověku se Vespa ducalis chová mírně a neútočně a to i u hnízda a i když je vyrušována.

## Hnízdo
Vytváří nejmenší hnízda ze všech sršní rodu Vespa. Hnízdo bývá většinou v podzemí (i když jiné lokace jsou možné) a v době svého největšího rozmachu obsahuje okolo 50 až 60 dospělých jedinců, ve výjimečných případech až 100.

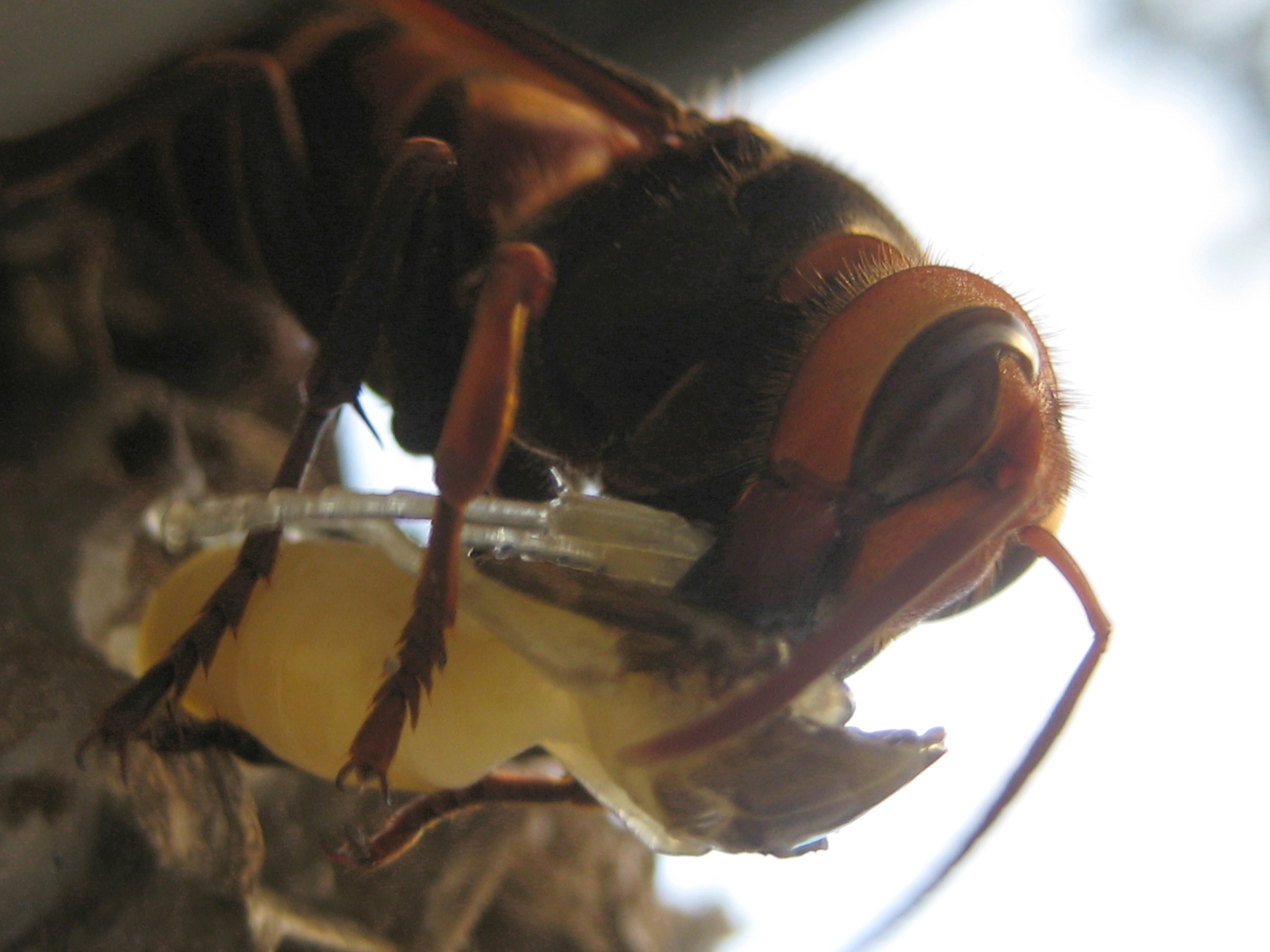
Vespa ducalis útočí na hnízdo vosíků.
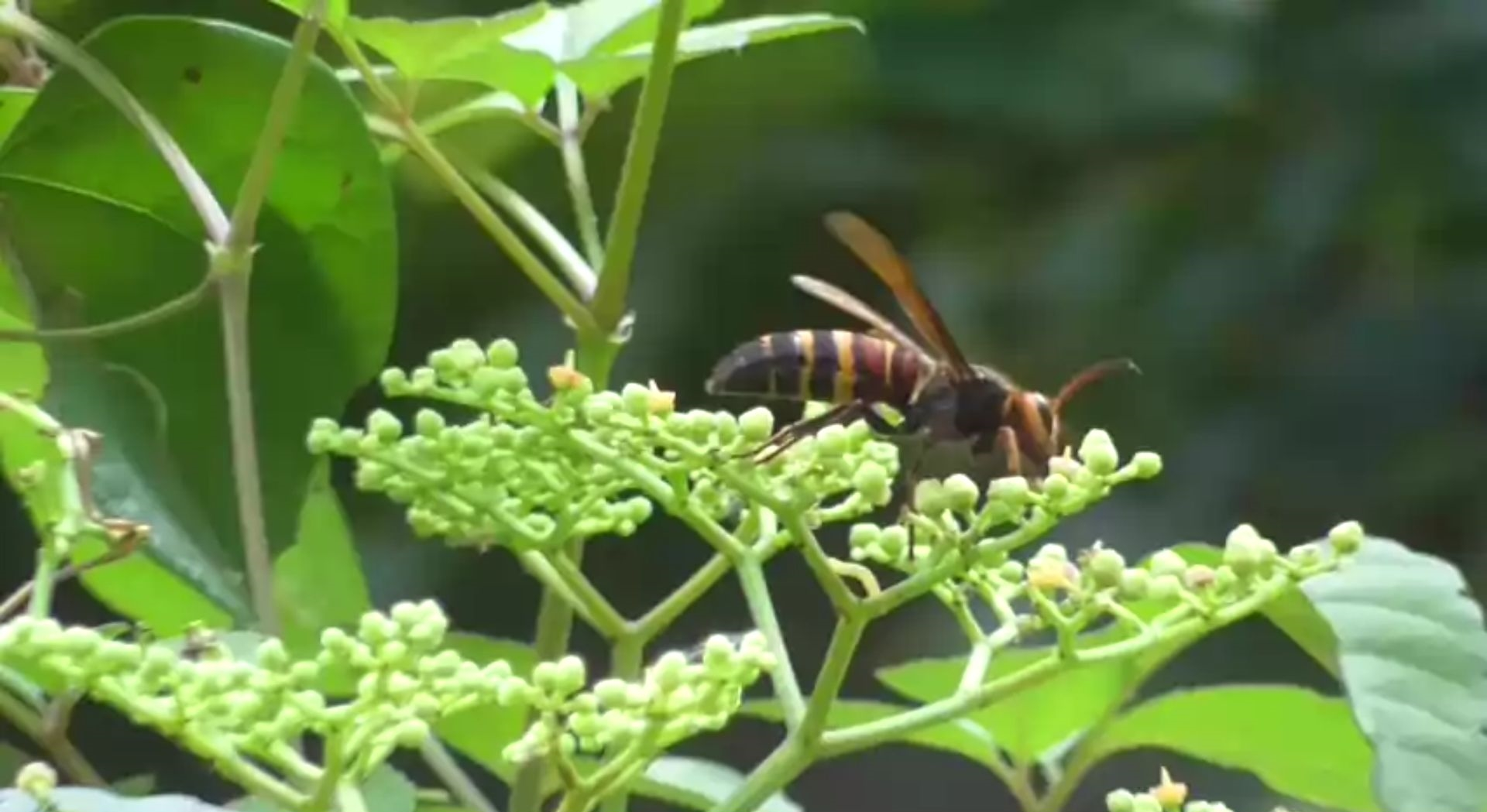
Sršeň vyfotografovaná v Japonsku
Sršně Vespa ducalis živící se na ovoci